# Timoléon Vássos

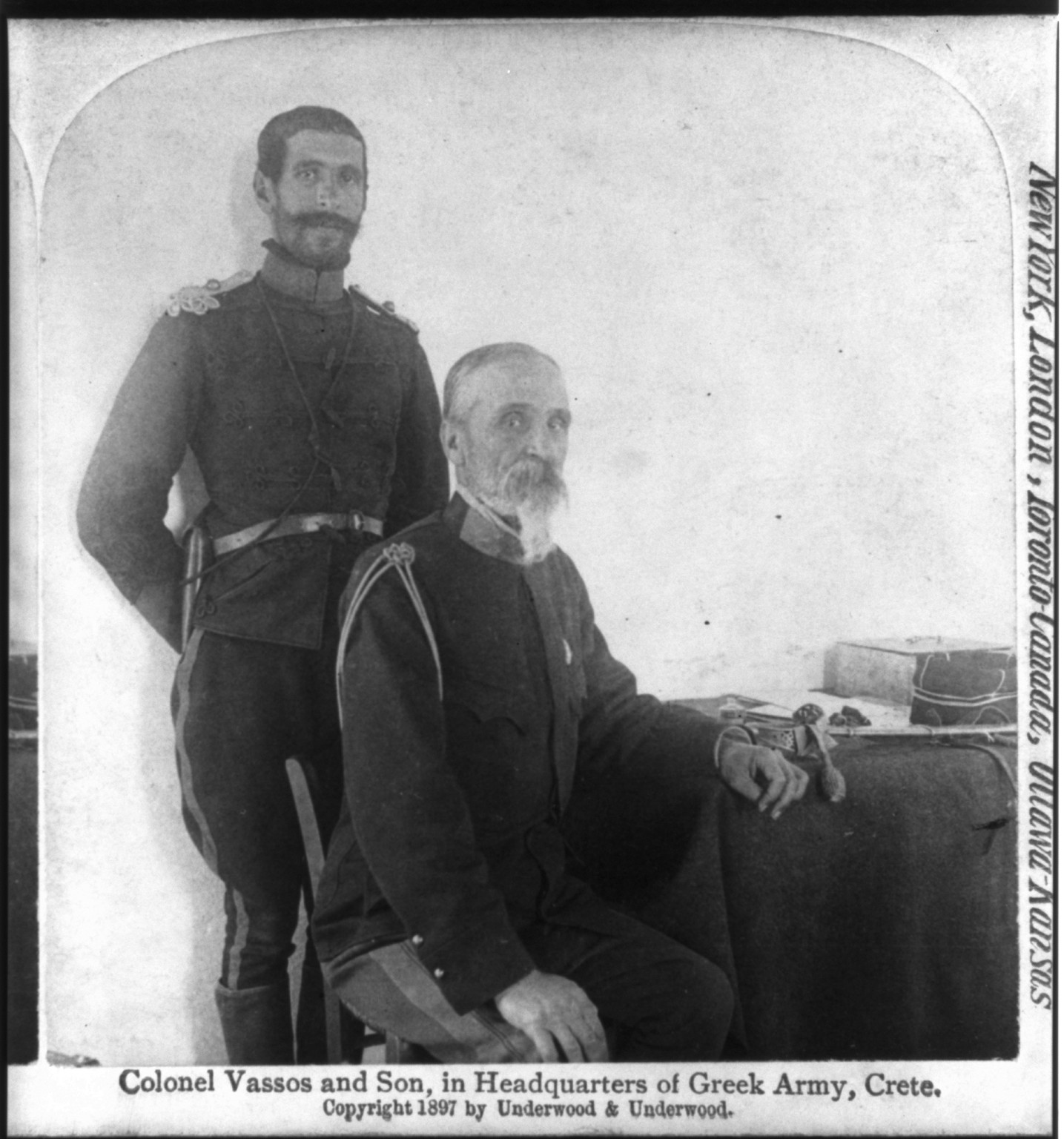
Timoléon Vássos et son fils en Crète en 1897.

Timoléon Vássos (en grec : Τιμολέων Βάσσος) est né à Athènes en 1836 et mort dans cette même ville en octobre 1929. C'est un militaire grec, qui a notamment participé à l'occupation temporaire de la Crète en 1897-1898.
Fils du héros de la guerre d'indépendance Vásos Mavrovouniótis (en) (1797-1847), il suit une formation militaire à l'École des Évelpides et en France. Nommé aide de camp du roi Georges Ier de Grèce, il est chargé de conquérir la Crète ottomane en 1897. Sa mission ayant échoué, il revient à Athènes, où il devient ensuite major général et commandant de garnison.